# Gemma di Goriano Sicoli
Gemma di Goriano Sicoli (vers 1375 - 1439 ou 1426) ou Santa Gemma spera ou Santa Gemma reclusa est une sainte italienne fêté dans la ville de Goriano Sicoli.
Sa vie est relatée dans la Bibliotheca sanctorum, T6, p 103, tirée d'un document de Muzio Febonio du XVIIe siècle. Elle est aussi relatée dans le Marsicana Reggia de Pietro Antonio Corsignani

## Biographie
Gemma nait en 1372 ou 1375  d'une famille pauvre de San Sebastiano dei Marsi dans les Abruzzes. Elle quitte peu après San Sebastiano  pour Goriano Sicoli avec ses parents. Une épidémie la rend orpheline et elle survit en gardant un troupeau de moutons. Sa beauté captive le comte Roger de Celano qui tente de multiples façons de la séduire. Face à son refus, il lui fait construire une cellule dont une ouverture lui permet de voir l'autel de l'église de Goriano Sicoli. Elle y vit recluse pendant plus de 40 ans et meurt le 13 mai 1439.
Une autre date, 1426,  est avancée pour sa mort, date plus cohérente avec le compte rendu que fait Corsignani, évêque de Venosa, sur une visite de sa tombe vers 1427 par l'évêque de Sulmona-Valva, Benedetto Guidalotti.
On raconte de nombreux miracles survenus après sa mort. En 1752 est faite la première notification d'un miracle de Sainte Gemme. En 1890, l'Église approuve son culte.
Elle est fêtée le 13 mai.
La tradition veut que chaque année une jeune fille se rende de San Sebastiano à Goriano Sicoli vêtue en costume traditionnel et accompagnée de parents et de villageois. Le pèlerinage dure trois jours. 